# Ель-Джебел (Колорадо)
Ель-Джебел (англ. El Jebel) — переписна місцевість (CDP) в США, в окрузі Ігл штату Колорадо. Населення — 4130 осіб (2020).

## Географія
Ель-Джебел розташований за координатами 39°24′27″ пн. ш. 107°5′41″ зх. д. / 39.40750° пн. ш. 107.09472° зх. д. (39.407408, -107.094786).  За даними Бюро перепису населення США в 2010 році переписна місцевість мала площу 13,89 км², з яких 13,80 км² — суходіл та 0,09 км² — водойми.

### Клімат
| Клімат : Ель-Джебел   | Клімат : Ель-Джебел | Клімат : Ель-Джебел | Клімат : Ель-Джебел | Клімат : Ель-Джебел | Клімат : Ель-Джебел | Клімат : Ель-Джебел | Клімат : Ель-Джебел | Клімат : Ель-Джебел | Клімат : Ель-Джебел | Клімат : Ель-Джебел | Клімат : Ель-Джебел | Клімат : Ель-Джебел | Клімат : Ель-Джебел |
| Показник              | Січ.                | Лют.                | Бер.                | Квіт.               | Трав.               | Черв.               | Лип.                | Серп.               | Вер.                | Жовт.               | Лист.               | Груд.               | Рік                 |
| Середній максимум, °C | 0,6                 | 3,9                 | 8,9                 | 14,4                | 20,6                | 25,6                | 30,0                | 28,3                | 23,9                | 17,2                | 8,3                 | 1,1                 | 15,6                |
| Середній мінімум, °C  | −9,4                | −6,7                | −2,8                | 1,7                 | 6,1                 | 10,0                | 14,4                | 13,3                | 8,9                 | 3,3                 | −2,8                | −7,8                | 2,2                 |
| Норма опадів, мм      | 43                  | 38                  | 43                  | 53                  | 43                  | 30                  | 30                  | 43                  | 43                  | 46                  | 41                  | 41                  | 495                 |
| --------------------- | ------------------- | ------------------- | ------------------- | ------------------- | ------------------- | ------------------- | ------------------- | ------------------- | ------------------- | ------------------- | ------------------- | ------------------- | ------------------- |
| Джерело: Weatherbase  |                     |                     |                     |                     |                     |                     |                     |                     |                     |                     |                     |                     |                     |

## Демографія
Згідно з переписом 2010 року, у переписній місцевості мешкала 3801 особа в 1200 домогосподарствах у складі 927 родин. Густота населення становила 274 особи/км².  Було 1297 помешкань (93/км²).
Расовий склад населення:
| - 74,2 % — білих - 1,2 % — азіатів - 0,4 % — корінних американців - 0,4 % — чорних або афроамериканців - 21,3 % — осіб інших рас |

До двох чи більше рас належало 2,5 %. Частка іспаномовних становила 39,7 % від усіх жителів.
За віковим діапазоном населення розподілялося таким чином: 28,0 % — особи молодші 18 років, 68,0 % — особи у віці 18—64 років, 4,0 % — особи у віці 65 років та старші. Медіана віку мешканця становила 34,9 року. На 100 осіб жіночої статі у переписній місцевості припадало 109,8 чоловіків;  на 100 жінок у віці від 18 років та старших — 111,4 чоловіків також старших 18 років.
Середній дохід на одне домашнє господарство  становив 94 492 долари США (медіана — 80 108), а середній дохід на одну сім'ю — 105 539 доларів (медіана — 83 673). За межею бідності перебувало 3,3 % осіб, у тому числі 5,0 % дітей у віці до 18 років та 6,8 % осіб у віці 65 років та старших.
Цивільне працевлаштоване населення становило 2127 осіб. Основні галузі зайнятості: мистецтво, розваги та відпочинок — 29,4 %, будівництво — 17,4 %, науковці, спеціалісти, менеджери — 10,6 %, освіта, охорона здоров'я та соціальна допомога — 9,8 %.